# Margaret Humphreys
Margaret Humphreys (Nottingham, Reino Unido, 1944) es una trabajadora social inglesa y escritora condecorada por los gobiernos del Reino Unido y Australia por su labor a favor de los niños deportados durante los años 40-60.

## Trayectoria
A partir de 1986 investigó y dio a conocer el caso de los Home Children, la relocalización oculta de niños carenciados y supuestamente huérfanos a otros países del Imperio Británico entre 1947-67, sin conocimiento de sus padres. De acuerdo a Humphrey, los casos llegaron a 150.000 de los cuales 7.000 fueron enviados a Australia donde fueron forzados a trabajos y sometidos a abusos y humillaciones.
Dedicada a problemas de adopción, Humphreys recibió en 1986 una carta de una mujer que buscaba a su madre, iniciando la investigación de su parte.
Humphrey fundó y estableció el Child Migrants Trust. y escribió un libro - Empty Cradles - en 1994 
Los primeros ministros de Inglaterra y Australia, Kevin Rudd y Gordon Brown,, respectivamente, pidieron disculpas oficialmente y agradecieron a Humphreys su labor.
Humphreys es madre de dos hijos, Ben y Rachel.

## Honores y reconocimientos
- Medal of the Order of Australia -1993
- Master of Arts - 1996 - Nottingham Trent University
- Paul Harris Fellow - 1997- Rotary International[13]
- Doctorado honorario de la Universidad de Nottingham, 2011.
- CBE, 2011

## Libros
- 1996, Margaret Humphrey - Empty Cradles - Corgi. ISBN 0-552-14164-X

## Película sobre el tema
- Oranges and Sunshine, coproducción anglo-australiana basada en su libro protagonizada por Emily Watson[14] para quien Humphreys tuvo elogiosas palabras.[15]